# HD 117405
HD 117405，又名BD+06 2750，SAO 119961、HR 5087，是一颗恒星，视星等为6.51，位于銀經328.11，銀緯66.98，其B1900.0坐标为赤經13h 24m 55.8s，赤緯+6° 66.98′ 43″。